# سرخس نیویورک
سرخس نیویورک (نام علمی: Thelypteris noveboracensis) نام یک گونه از سرده سرخس باتلاقی است.